# Вулиця Михайла Донця
Ву́лиця Миха́йла Донця́ — вулиця в Солом'янському районі міста Києва, місцевість Відрадний. Пролягає від Відрадного проспекту до кінця забудови.
Прилучаються вулиця Академіка Шалімова і бульвар Вацлава Гавела.

## Історія
Вулиця виникла в 1950-х роках під назвою Нова. З 1961 року — вулиця Затонського, на честь Володимира Затонського, українського радянського партійного і державного діяча.
Сучасна назва вулиці на честь українського співака Михайла Донця — з 1991 року.

## Установи та заклади
- Середня спеціалізована школа № 52 з поглибленим вивченням інформатики (буд. № 16)[3].
- Приватне акціонерне товариство "Орлан" (буд. № 29)

## Зображення

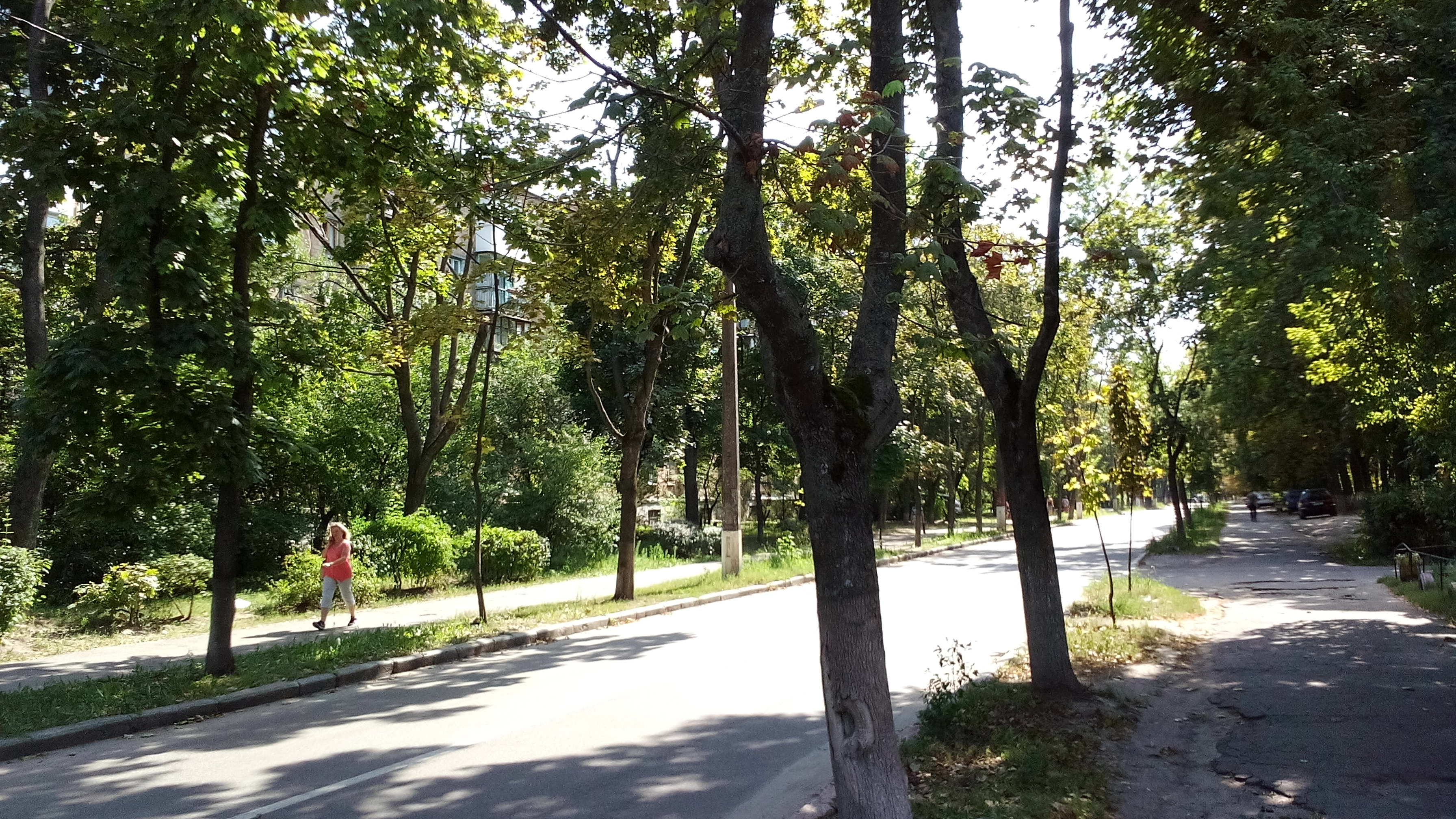
Поблизу перехрестя з вулицею Героїв Севастополя